# Sejanski potok
Séjanski potok (tudi Séjanca) je levi pritok Pesnice v severovzhodni Sloveniji. Izvira v manjši dolini pod vasjo Senčak v severnem delu Slovenskih goric in teče sprva proti jugovzhodu. Pri Rucmancih se obrne proti jugu, dolina se razširi in po njenem, nekdaj mokrotnem dnu teče mimo vasi Savci, Bratonečice, Sejanci in Vičanci. V tem delu se vanj iz okoliškega gričevja z obeh strani stekajo številni majhni in kratki potoki, mdr. Mezgovski, Rakovski in Bodkovski potok. Pri Sodincih se dolina nekoliko zoži, pod vasjo pa potok vstopi v ravnino Ptujskega polja in se pod Trgoviščem izliva v Pesnico.
Nekoč mokrotno dolinsko dno, po katerem je potok drobno vijugal sem in tja, obdan z obvodnim rastlinjem, logi in vlažnimi travniki, so po letu 1974 osušili, tako da je zdaj prepredeno s številnimi osuševalnimi jarki. Obenem so regulirali večji del struge Sejanskega potoka in spodnje dele nekaterih pritokov ter zgradili zadrževalnik Savci, ki je bil prvenstveno zgrajen za zadrževanje poplavnih voda, zdaj pa je namenjen tudi ribičem. Površina melioriranega območja, na katerem so obenem izvedli tudi komasacije, znaša 510 ha, od tega 260 ha od Sodincev do Savskega ribnika in 250 ha gorvodno od zadrževalnika.
Umetna struga Sejanskega potoka poteka v zgornjem delu večinoma med travniki, v spodnjem delu med obsežnimi njivskimi površinami, ki segajo prav do struge potoka. Ob njej je zelo malo obvodnega rastlinja, tako da so se naravni pogoji v potoku močno poslabšali na račun novo pridobljenih površin za intenzivno kmetijsko pridelavo. Tudi v spodnjem toku pod vasjo Sodinci teče potok zdaj po umetno zgrajeni strugi mimo Trgovišča naravnost proti umetni strugi Pesnice, v preteklosti pa se je stekal v potok Žabjak, enega od stranskih rokavov Pesnice, ki se je glavni reki pridružil šele pod vasjo Mihovci. Ta, delno ohranjena stara struga je zdaj evidentirana kot naravna vrednota lokalnega pomena.
V bližini Savskega ribnika se je do danes ohranil Stajnkov mlin, ki je v pisnih virih prvič omenjen leta 1832 in je deloval vse do leta 1984 (obnovljen 1996).